# Зудіна Марина В'ячеславівна
Мари́на В'ячесла́вівна Зу́діна (нар.. 3 вересня 1965, Москва, РРФСР, СРСР) — радянська і російська акторка театру і кіно. Народна артистка Російської Федерації (2006).
Вдова народного артиста СРСР Олега Табакова.

## Біографія
Марина Зудіна народилася 3 вересня 1965 року в Москві в родині журналіста В'ячеслава Васильовича Зудіна і вчительки музики Ірини Зудіної. Дитячі роки пройшли в районі станції метро «Преображенська площа».
Перші три роки життя Марина з батьками провела в Інті (Комі АРСР), куди після університету направили її батька. У дитинстві не мала виражених здібностей, не вміла співати й танцювати, тому в художній самодіяльності участі не брала. Однак її мати, будучи музичною працівницею, стала наполегливо з нею займатися. У дев'ять років Марина захопилася оперою і мріяла стати оперною співачкою. Ще через рік зацікавилася балетом і навіть спробувала вступити до хореографічного училища, але не пройшла за віком. У старших класах середньої школи серйозно вирішила стати акторкою, добре підготувалася, рік займалася з фоніатром, щоб розвинути голос. Мріяла навчатися в театральному училищі тільки у Олега Табакова.
У 1981 році, у шістнадцятирічному віці, не здавши до того часу ще жодного випускного іспиту в середній школі (школу закінчила трохи пізніше з двома четвірками, решта п'ятірки), прийшла до ГІТІСу на конкурс до Олега Табакова і потрапила вже не на основні тури прослуховування, а — добір, відразу пройшла співбесіду, отримала дві п'ятірки і вступила.

### Особисте життя
У 1986 році закінчила Державний інститут театрального мистецтва імені А. В. Луначарського — ГІТІС (акторський курс Олега Табакова та Авангарда Леонтьєва) і була прийнята до трупи Московського театру-студії під керівництвом Олега Табакова.
Між маститим педагогом і юною акторкою розгорівся роман. Через десять років Олег Табаков і Марина Зудіна офіційно оформили шлюб. У шлюбі народила двоє дітей: Павло Табаков (нар. 1 серпня 1995) і Марія Табакова (нар. 7 квітня 2006).
26 грудня 2020 року була госпіталізована до Боткінської лікарні з діагнозом «вертебро-базилярній недостатність» (порушення функціонування головного мозку внаслідок ослаблення кровотоку в артеріях). Сама Зудіна своє погане самопочуття і госпіталізацію заперечує.
У лютому 2022 року виступила проти російського вторгнення в Україну.

## Творчість

### Ролі в театрі

#### Московський театр-студія під керівництвом Олега Табакова
- «Жайворонок» Ж. Ануя — Агнеса
- «Дивакуватий Журден» М. О. Булгакова — Люсіль
- «Дах» О. М. Галина — Світлана
- «Дві стріли» О. М. Володіна — Дівчина
- «Крісло» А. Маріна за Ю. М. Поляковиму — Таня
- «Ріка на асфальті» А. Ліпскерова — Каніфоль
- «Звичайна історія» В. С. Розова за І. О. Гончаровим — Єлизавета Олександрівна
- «Білоксі-Блюз» Н. Саймона — Ровенна
- «Норд-Ост» А. Богдановича — Ольга
- 2007 — «Затоваренна бочкотара» В. П. Аксьонова. Режисер: Євген Каменькович — Сільвія
- «Матроська тиша» О. А. Галича — Таня
- «Міф про Дон-Жуана» Мольєра — Ельміра
- «Механічне піаніно» О. А. Адабашьяна та М. С. Міхалкова за А. П. Чеховим — Софія Єгорівна
- «Останні» М. Горького — Любов
- «Прощайте… і рукоплескайте!» А. Богдановича — Мадалена
- «Небезпечні зв'язки» Ш. де Лакло — Маркіза де Мартей
- «Секс, брехня і відео» С. Содерберга — Ганна Мілані
- «Старий квартал» Т. Вільямса — Джейн
- «Дядя Ваня» А. П. Чехова. Режисер: Міндаугас Карбаускіс — Олена Андріївна, 27 років, дружина відставного професора Серебрякова
- «Ідіот» Ф. М. Достоєвського — Настасья Пилипівна
- «На всякого мудреця досить простоти» О. М. Островського — Клеопатра Львівна Мамаєва, дружина Ніла Федосеїча
- «Сублімація кохання» Альдо де Бенедетті — Паола
- «Божевільний день, або Одруження Фігаро» П. де Бомарше — графиня Альмавіва
- «Чайка» А. П. Чехова — Ірина Миколаївна Аркадіна, у шлюбі Треплєва, акторка

#### Московський Художній театр імені А.П.Чехова
- «Антігона» за п'єсою Жана Ануя. Режисер: Темур Чхеїдзе — Антігона
- «Качине полювання» О. В. Вампілова. Режисер: Олександр Марін — Галина
- «Остання жертва» О. М. Островського. Режисер: Ю. І. Єрьомін — Юлія Павлівна Тугіна, молода вдова
- «Тартюф» Мольєра. Режисер: Ніна Чусова — Ельміра, дружина Оргона
- «Жінка з моря» Г. Ібсена — Еліда
- «Подія» М. О. Булгакова. Режисер: Костянтин Богомолов — Любов Трощейкіна, дружина художника Олексія Максимовича
- «Ідеальний чоловік. Комедія». Твори К. Ю. Богомолова за творами Оскара Вайлда. Режисер: Костянтин Богомолов — місіс Чівлі, шантажистка, колишня однокласниця леді Чілтерн
- «Карамазови». Фантазії режисера К. Ю. Богомолова на тему роману Ф. М. Достоєвського. Режисер: Костянтин Богомолов — Хохлакова-кубушка (Катерина Йосипівна Хохлакова)
- «Трамвай „Бажання“» (сцени з міського життя) Т. Вільямса. Режисер: Роман Феодори — Бланш Дюбуа
- «Мушкетери. Сага. Частина перша». Твір К. Ю. Богомолова. Романтичний треш-епос за мотивами роману Александра Дюма. Режисер: Костянтин Богомолов — Міледі
- «350 Сентрал парк Вест, New York, NY 10025» за п'єсою Вуді Аллена. Режисер: Костянтин Богомолов — Філліс Ріггс, психоаналітикиня, дружина Сема

### Ролі в кіно
| Рік  |   | Назва                                     | Роль |    |
| ---- | - | ----------------------------------------- | --- | -- |
| 1984 | ф | Ще люблю, ще сподіваюся                   | дружина Петра Захарова                                                                                         | ру |
| 1985 | ф | Валентин і Валентина                      | Валентина | ру |
| 1985 | ф | Особиста справа судді Іванової            | Ольга Миколаївна, вчителька музики                                                                             | ру |
| 1985 | ф | Після дощику в четвер                     | Мілоліка | ру |
| 1986 | ф | Подорож мсьє Перрішона                    | Анрієтті | ру |
| 1986 | ф | По головній вулиці з оркестром            | Ксюша, дочка Муравіних                                                                                         | ру |
| 1987 | ф | Забави молодих                            | Світлана Бобильова, студентка технікуму                                                                        | ру |
| 1987 | ф | Дні і роки Миколи Батигіна                | Юля | ру |
| 1989 | ф | Життя за лімітом                          | Маша, лімітниця                                                                                                | ру |
| 1989 | ф | Молода людина з хорошої сім'ї             | Аріна | ру |
| 1989 | ф | Шляхетний розбійник Володимир Дубровський | Марія Кирилівна Троєкурова (Маша)                                                                              | ру |
| 1990 | ф | Мордочка                                  | Віра, подруга Гени                                                                                             | ру |
| 1990 | ф | Під північним сяйвом                      | Анна | ру |
| 1992 | ф | Сповідь утриманки                         | Марія Смирнова, провінційна утриманка                                                                          | ру |
| 1992 | ф | Тридцятого знищити!                       | Лана (роль озвучила Наталія Гурзо)                                                                             | ру |
| 1995 | ф | Німий свідок / Mute Witness               | Біллі Гьюз, глухоніма дівчина, фахівчиня із спецгриму в кіно                                                   | ру |
| 1995 | ф | Трибунал (Швеція)                         | адвокатка | ру |
| 1996 | ф | Золотий туман                             | знімалася | ру |
| 1996 | ф | Справи смішні, справи сімейні             | знімалася | ру |
| 1998 | ф | За два кроки від неба                     | Віра | ру |
| 2002 | с | За лаштунками                             | Тетяна Занегін, акторка, «прима» театру                                                                        | ру |
| 2005 | с | Єсенін                                    | Зінаїда Миколаївна Райх, перша дружина Сергія Єсеніна                                                          | ру |
| 2006 | с | Ад'ютанти любові                          | Аглая Ланська, сестра Євдокії Черкасової, мати Варвари Ланської, тітка Петра Черкасова, дружина Дмитра Неврева | ру |
| 2007 | ф | Ювілей                                    | Кіра | ру |
| 2008 | с | Спадщина                                  | Ліза | ру |
| 2009 | с | Непоодинокі                               | Марія | ру |
| 2009 | с | Танго з ангелом                           | Лідія Верницька, ворожка, психологиня, мати Івана                                                              | ру |
| 2010 | с | Французький лікар                         | Ніна Дмитрівна Дорохова, головна лікарка                                                                       | ру |
| 2010 | ф | Люблю 9 березня!                          | Катерина Казанцева, письменниця                                                                                | ру |
| 2012 | ф | Око Боже (документальний фільм)           | Ірина Олександрівна Антонова, радянська і російська мистецтвознавиця                                           | ру |
| 2013 | ф | Обмани, якщо любиш                        | Олена Сергіївна, мати Сергія і Марти                                                                           | ру |
| 2018 | с | Хороша дружина                            | Світлана Гранова, юристка, адвокатка в юридичній фірмі «Швець, Гранова, Калінін і партнери»                    | ру |
| 2019 | с | Утриманки                                 | Людмила (Мила) Долгачова, дружина Ігоря Долгачова, коханка Кирила Сомова                                       | ру |
| 2019 | ф | Ампір V                                   | мати Рами (Романа Шторкіна)                                                                                    | ру |

## Визнання

### Державні нагороди та звання
- 1995 — почесне звання «Заслужений артист Російської Федерації» — за заслуги в галузі мистецтва[7].
- 2006 — почесне звання «Народний артист Російської Федерації» — за великі заслуги в галузі мистецтва[2].

### Громадські нагороди та премії
- 1996 — "спеціальна згадка журі на Міжнародному фестивалі фантастичних фільмів в Жерармереі (Франція) — за виконання ролі Біллі Гьюз у фільмі «Німий свідок» («Mute Witness») (1995; ФРН, Велика Британія, Росія) режисера Ентоні Воллера.
- 1997 — премія газети «Комсомольська правда» — за ролі у виставах «Прощайте… і рукоплескайте!» А. Богдановича і «Старий квартал» Т. Вільямса на сцені Московського театру-студії під керівництвом Олега Табакова.
- 1999 — театральна премія газети «Московський комсомолець» у номінації «Найкраща жіноча роль» в категорії «Полуметри» — за роль Настасії Пилипівни в спектаклі «Ідіот» за романом Ф. М. Достоєвського на сцені Московського театру-студії під керівництвом Олега Табакова.
- 1999 — російська театральна премія «Чайка» — за роль Паоли у виставі «Сублімація кохання» за п'єсою Альдо де Бенедетті на сцені Московського театру-студії під керівництвом Олега Табакова.
- 2011 — театральна премія газети «Московський комсомолець» у номінації «Найкраща жіноча роль другого плану» в категорії «Полуметри» — за роль Аркадіної у виставі «Чайка» на сцені Московського театру-студії під керівництвом Олега Табакова.
- 2012 — іменна 17-та премія Олега Табакова за досягнення в галузі культури — «за безумовні творчі перемоги у втіленні ролей» Аркадіної та Любові Трощейкіної у виставах «Чайка» і «Подія»[8].
- 2014 — премія «Творче відкриття» імені Олега Янковського — «за точне втілення режисерського задуму і віртуозну акторську гру» у виставах «Карамазови» та «Ідеальний чоловік. Комедія» на сцені МХТ імені А. П. Чехова.
- 2016 — іменна 21-ша премія Олега Табакова за досягнення в галузі культури — «за творчі досягнення в спектаклях МХТ імені А. П. Чехова останніх років»[9].